# Thyene ludhianaensis
Thyene ludhianaensis är en spindelart som först beskrevs av Sadana, Kaur 1974.  Thyene ludhianaensis ingår i släktet Thyene och familjen hoppspindlar. Inga underarter finns listade i Catalogue of Life.